# Zirka Lwów
Zirka Lwów (ukr. Футбольний клуб «Зірка» Львів‎, Futbolnyj Kłub "Zirka" Lwiw) – ukraiński klub piłkarski z siedzibą w mieście Lwów, na zachodzie kraju, działający w latach 1972–1989.

## Historia
Chronologia nazw:
- 1972: Zirka Lwów (ukr. «Зірка» Львів, ros. «Звезда» Львов)
- 1989: klub rozwiązano

Drużyna piłkarska Zirka została założona we Lwowie w latach 70. XX wieku, po tym jak główna drużyna Karpackiego Okręgu Wojskowego SKA Lwów z powodu złych wyników sportowych została po zakończeniu sezonu 1971 rozwiązana. Drużyna wojskowych startowała w mistrzostwach obwodu lwowskiego. W 1974 zespół brał udział w rozgrywkach Pucharu Ukraińskiej SRR wśród drużyn kultury fizycznej, gdzie dotarła do półfinału, co dało możliwość występu w Pucharze ZSRR wśród drużyn kultury fizycznej, w którym odpadł już po pierwszym meczu 1/16 finału. W 1975 ponownie dotarł do półfinału Pucharu Ukraińskiej SRR wśród drużyn kultury fizycznej i tym razem osiągnął ćwierćfinał w Pucharze ZSRR. W 1987 debiutował w Mistrzostwach Ukraińskiej SRR wśród drużyn kultury fizycznej, zajmując 6.miejsce w strefie 1. Potem klub kontynuował występy w rozgrywkach Mistrzostw i Pucharu obwodu, dopóki nie został rozwiązany pod koniec lat 80. XX wieku. 

## Barwy klubowe, strój, herb, hymn
|  |  |

Klub ma barwy czerwono-białe. Piłkarze domowe spotkania zazwyczaj grali w czerwono-białych strojach.

## Sukcesy

### Trofea międzynarodowe
Nie uczestniczył w rozgrywkach europejskich (stan na 31-05-2025).

### Trofea krajowe
| \| \| Zdobyte trofea w rozgrywkach Związku Radzieckiego (stan na: 31-12-1992) \| |                                                                         |      |          |
| Rozgrywki                                                                        | Osiągnięcie                                                             | Razy | Sezon(y) |
| Mistrzostwo                                                                      | I miejsce                                                               | 0    |          |
| Mistrzostwo                                                                      | II miejsce                                                              | 0    |          |
| Mistrzostwo                                                                      | III miejsce                                                             | 0    |          |
| Puchar                                                                           | zdobywca                                                                | 0    |          |
| Puchar                                                                           | finalista                                                               | 0    |          |
| II liga                                                                          | I miejsce                                                               | 0    |          |
| II liga                                                                          | II miejsce                                                              | 0    |          |
| II liga                                                                          | III miejsce                                                             | 0    |          |
|                                                                                  | Zdobyte trofea w rozgrywkach Związku Radzieckiego (stan na: 31-12-1992) |      |          |

- Mistrzostwa Ukraińskiej SRR wśród drużyn kultury fizycznej: (D3)
  - 6.miejsce (1x): 1987 (strefa 1)

- Puchar ZSRR wśród drużyn kultury fizycznej:
  - ćwierćfinalista (1x): 1975

- Puchar Ukraińskiej SRR wśród drużyn kultury fizycznej:
  - półfinalista (1x): 1975

## Poszczególne sezony

### Rozgrywki międzynarodowe

#### Europejskie puchary
Klub nie uczestniczył w rozgrywkach europejskich.

### Rozgrywki krajowe
| \| \| Bilans występów klubu w rozgrywkach piłkarskich Związku Radzieckiego (Stan na 31 grudnia 1992 r.) \| |                                                                                                   |        |       |   |   |   |    |    |     |      |        |        |      |
| Poziom | Rozgrywki                                                                                         | Sezony | Mecze | Z | R | P | B+ | B– | Pkt | Lata | Awanse | Spadki | Naj. |
| I | Wysszaja liga / Klass A (wysszaja gruppa) / Klass A (1 gruppa) / Klass A / Gruppa 1 / Gruppa A    | 0      |       |   |   |   |    |    |     |      |        |        |      |
| II | Pierwaja liga / Klass A (1 gruppa) / Klass A (2 gruppa) / Klass B / Gruppa 2 / Gruppa B           | 0      |       |   |   |   |    |    |     |      |        |        |      |
| III | Wtoraja liga / Klass A (2 gruppa) / Klass B / Gruppa 3 / Gruppa W                                 | 0      |       |   |   |   |    |    |     |      |        |        |      |
| IV | Wtoraja nizszaja liga / Klass B / Gruppa G                                                        | 1      |       |   |   |   |    |    |     | 1987 | 0      | 0      | 6    |
| V | Gruppa D                                                                                          | 0      |       |   |   |   |    |    |     |      |        |        |      |
| | Puchar ZSRR                                                                                       |        |       |   |   |   |    |    |     |      | 0      | 0      |      |
| | Bilans występów klubu w rozgrywkach piłkarskich Związku Radzieckiego (Stan na 31 grudnia 1992 r.) |        |       |   |   |   |    |    |     |      |        |        |      |

## Struktura klubu

### Stadion
Drużyna rozgrywała swoje mecze domowe we Lwowie na stadionie SKA w dzielnicy Kleparów.

## Kibice i rywalizacja z innymi klubami

### Derby
- Dynamo Lwów
- Iskra Lwów
- Spartak Lwów
- Torpedo Lwów